# Sidotheca emarginata
Sidotheca emarginata är en slideväxtart som först beskrevs av Harvey Monroe Hall, och fick sitt nu gällande namn av James Lauritz Reveal. Sidotheca emarginata ingår i släktet Sidotheca och familjen slideväxter. Inga underarter finns listade i Catalogue of Life.